# Классификация Вигнера
Классификация Вигнера — математическая классификация неприводимых унитарных
представлений группы Пуанкаре, имеющих заданные собственные значения массы и описывающих в теоретической физике элементарные частицы с неотрицательными энергиями (поскольку группа Пуанкаре некомпактна, эти унитарные представления бесконечномерны). Была введена Юджином Вигнером для классификации частиц и полей в физике (см. статью физика элементарных частиц и теория представлений). Использует понятие подгрупп стабилизаторов этой группы, называемых маленькими группами Вигнера различных массовых состояний.
Инвариантами Казимира группы Пуанкаре являются {\displaystyle C_{1}=P^{\mu }P_{\mu }} где {\displaystyle P} — оператор 4-импульса, и {\displaystyle C_{2}=W^{\alpha }W_{\alpha }}, где {\displaystyle W} — псевдовектор Любанского. Собственные значения этих операторов имеют важный физический смысл. Первый связан с квадратом массы, а второй — со спиральностью или спином.
Таким образом, физически релевантные представления могут быть классифицированы в соответствии со значениями массы {\displaystyle m} и оператора 4-импульса {\displaystyle P}: {\displaystyle m>0}; {\displaystyle m=0}, но {\displaystyle P_{0}>0}; и {\displaystyle m=0} с {\displaystyle P^{\mu }=0}. Вигнер обнаружил, что свойства представлений безмассовых частиц принципиально отличаются от свойств представлений массивных частиц.
- В первом случае ({\displaystyle m>0}) собственное пространство (см. обобщенные собственные пространства неограниченных операторов[англ.]) с оператором 4-импульса {\displaystyle P=(m,0,0,0)} описывается представлением группы SO(3). В проективном представлении оно описывается неприводимым унитарным представлением[англ.] Spin(3), характеризующем их спин и положительную массу.
- Для второго случая ({\displaystyle m=0}, но {\displaystyle P_{0}>0}) используется стабилизатор для P =(k,0,0,-k). Это двойное покрытие[англ.] евклидовой группы SE(2)[англ.] (см. представление единичного луча). Имеется два типа неприводимых представлений, одно из которых характеризуется множителем 1/2, называемым спиральностью, а другое называется представлением непрерывного спина.
- Последний случай ({\displaystyle m=0} с {\displaystyle P^{\mu }=0}) описывает вакуум. Единственным конечномерным унитарным представлением является тривиальное представление[англ.], называемое вакуумом.

## Массивные скалярные поля
В качестве примера рассмотрим неприводимое унитарное представление, описывающее частицы с положительной массой m > 0 и нулевым спином s = 0. Оно соответствует пространству массивных скалярных полей.
Определим гиперболоидную поверхность G в пространстве 4-импульсов как:
{\displaystyle P_{0}^{2}-P_{1}^{2}-P_{2}^{2}-P_{3}^{2}=m^{2}}, {\displaystyle P_{0}>0}.
Метрика Минковского ограничивается римановой метрикой на G, давая G метрическую структуру гиперболического пространства, в частности, это гиперболоидная модель гиперболического пространства (см. геометрию пространства Минковского для доказательства). Группа Пуанкаре H действует на G, потому что (забывая действие подгруппы трансляции R4 с трансляцией внутри H) она сохраняет внутреннее произведение Минковского, а элемент x подгруппы трансляции R4 группы Пуанкаре действует на L2(G) путем умножения на подходящие фазовые множители exp(-i p·x), где p \in G. Эти два действия могут быть объединены удобным способом, используя индуцированные представления, чтобы получить действие H на L2(G), которое сочетает в себе движения G и умножение фазы.
Это приводит к действию группы Пуанкаре на пространстве квадратично интегрируемых функций, определённых на гиперповерхности G в пространстве Минковского. Они могут рассматриваться как меры, определённые в пространстве Минковского, которые сосредоточены на множестве N, определяемом как:
{\displaystyle E^{2}-P_{1}^{2}-P_{2}^{2}-P_{3}^{2}=m^{2}}, {\displaystyle E\equiv P_{0}>0.}
Преобразование Фурье (для всех четырёх переменных) для областей с положительной энергией дает решения уравнения Клейна-Гордона c конечной энергией, определённые на пространстве Минковского, а именно:
{\displaystyle {\frac {\partial ^{2}}{\partial t^{2}}}\psi -\nabla ^{2}\psi +m^{2}\psi =0,}
в рациональной системе единиц. Таким образом, неприводимое представление группы Пуанкаре m > 0, s = 0 реализуется её действием на подходящее пространство решений линейного волнового уравнения.

## Теория проективных представлений
В теоретической физике важную роль играют неприводимые "проективные" унитарные представления группы Пуанкаре. В квантовой теории поля два вектора в квантовом гильбертовом пространстве, отличающиеся умножением на константу, представляют одно и то же физическое состояние. Вследствие этого, два унитарных оператора, отличающихся лишь множителем, оказывают одинаковое действие на физические состояния. Поэтому унитарные операторы, представляющие симметрию Пуанкаре, определяются только с точностью до константы и их групповой состав должен различаться только константой.
Согласно теореме Баргмана, каждое проективное унитарное представление группы Пуанкаре имеет обычное унитарное представление её универсального покрытия, которое является двойным покрытием. (Теорема Баргмана применима, поскольку двойное покрытие группы Пуанкаре не допускает нетривиальных одномерных центральных расширений.
Переход к двойному покрытию важен, потому что он допускает случаи спина с половиной нечетного целого числа. Например, в случае положительной массы маленькая группа — это SU(2), а не SO(3); представления SU(2) тогда включают случаи как целочисленного, так и полуцелочисленного спина.

## Дальнейшая информация
Из этой классификации исключены тахионные решения, решения без фиксированной массы, инфрачастицы без фиксированной массы и т. д. Такие решения имеют физическое значение при рассмотрении виртуальных состояний. Известным примером является случай глубокого неупругого рассеяния, при котором сталкивающиеся лептон и адрон обмениваются между собой виртуальным пространственным фотоном. Эти физически важные ситуации оправдывают введение понятий поперечно и продольно-поляризованных фотонов, а также связанной с ними концепции поперечных и продольных структурных функций при математическом моделировании этих виртуальных состояний в качестве средства исследования внутреннего кваркового и глюонного содержимого адронов. С математической точки зрения рассматривается группа SO(2,1) вместо обычной группы SO(3), встречающейся в обычном массивном случае, рассмотренном выше. Это объясняет появление двух векторов поперечной поляризации {\displaystyle \epsilon _{T}^{\lambda =1,2}} и {\displaystyle \epsilon _{L}}, которые удовлетворяют {\displaystyle \epsilon _{T}^{2}=-1} и {\displaystyle \epsilon _{L}^{2}=+1}, для сравнения с обычным случаем свободного бозона {\displaystyle Z_{0}}, который имеет три вектора поляризации {\displaystyle \epsilon _{T}^{\lambda =1,2,3}}, каждый из которых удовлетворяет {\displaystyle \epsilon _{T}^{2}=-1}.